# VideoRay

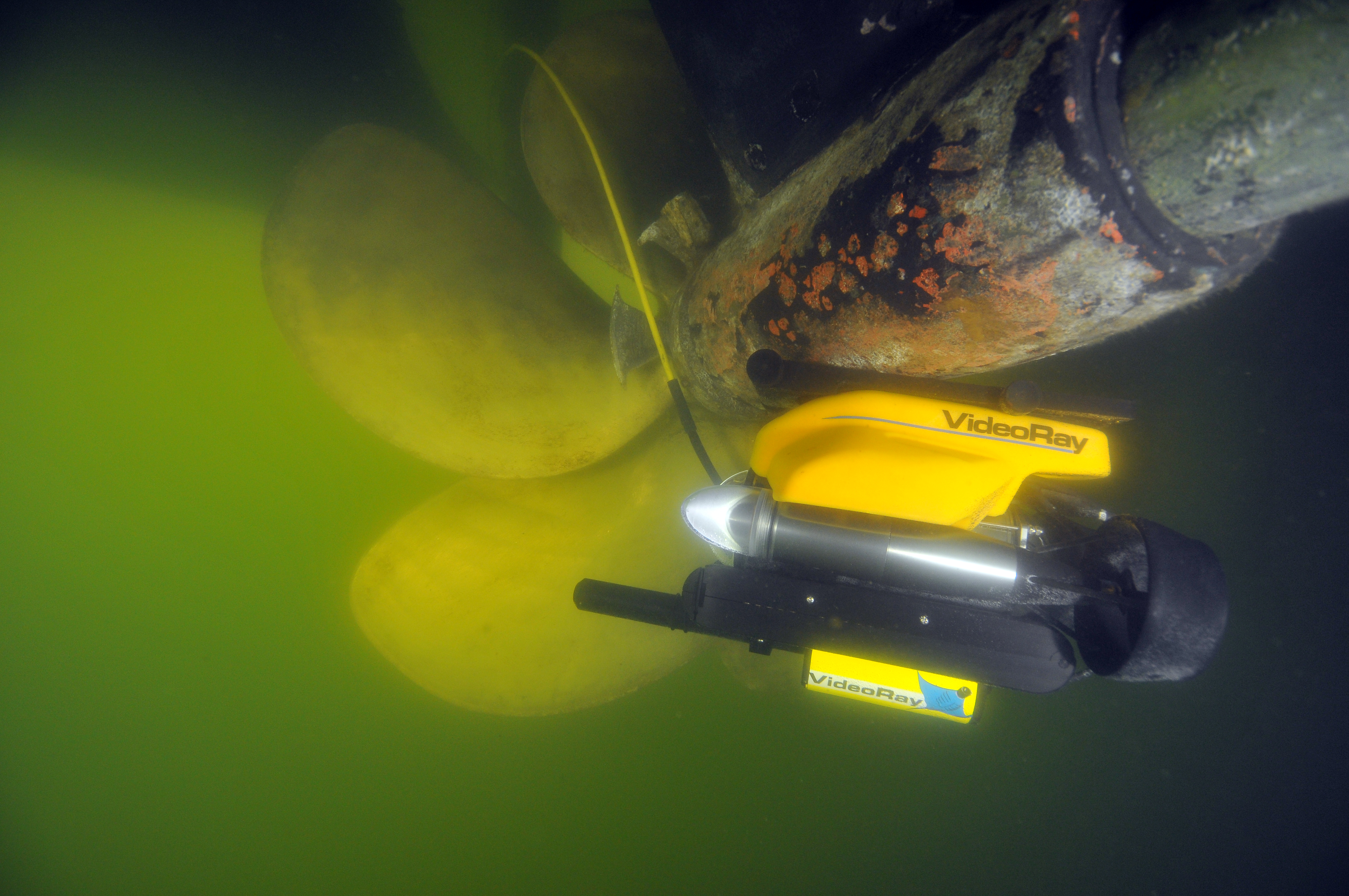
VideoRay Pro 4 ; ROV VideoRay Pro 4 ROV (équipé d'un capteur de rayonnement et d'une chenille magnétique lui permettant de se fixer à une coque pour l'inspecter).

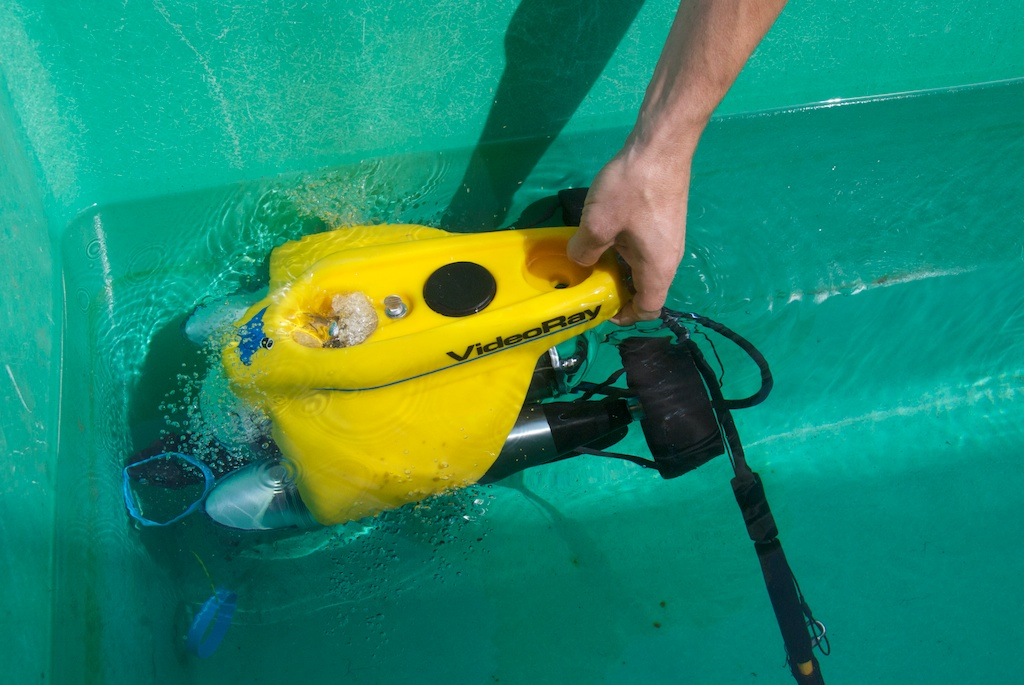
Présentation d'un VideoRay.

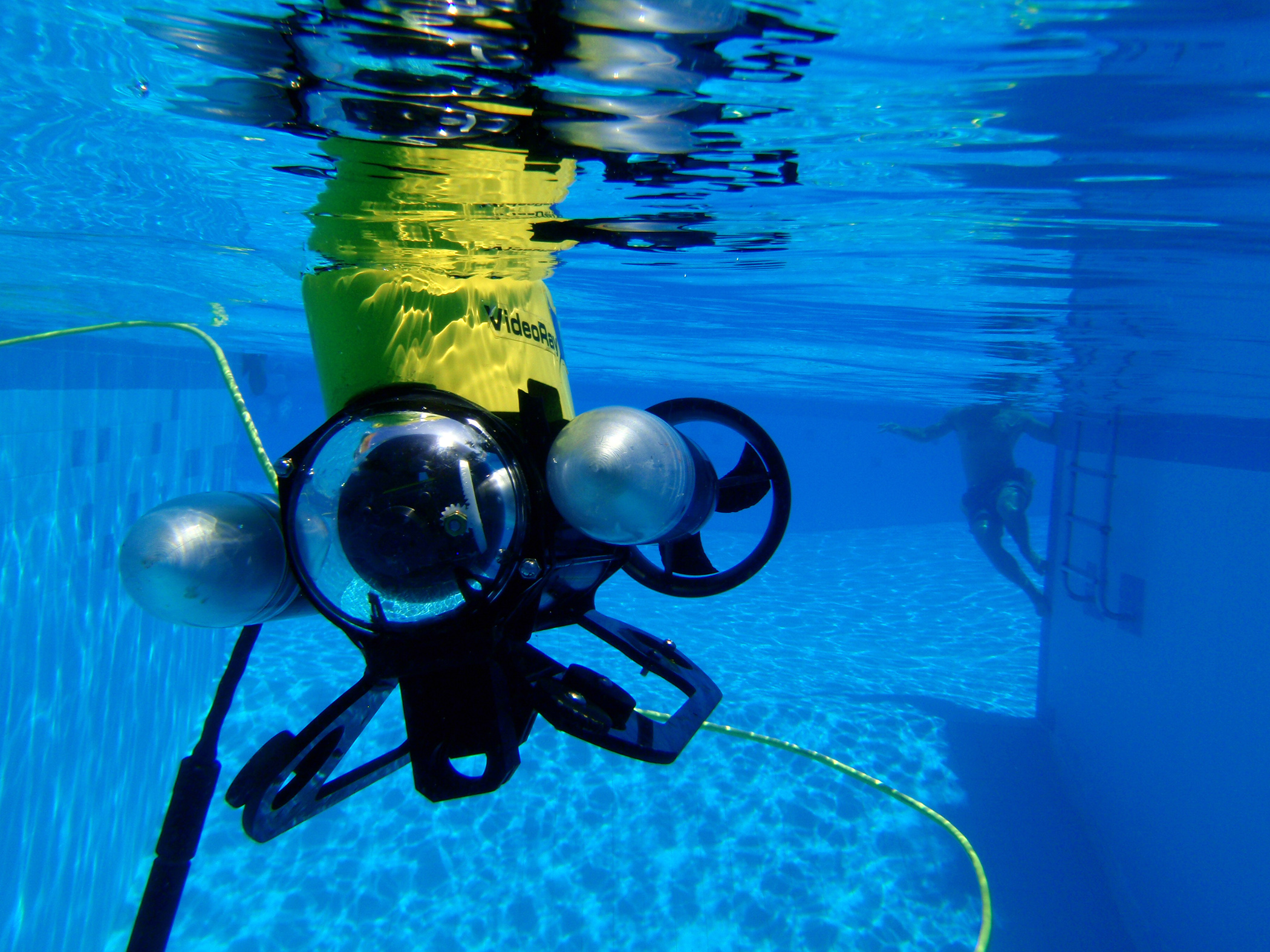
VideoRay vu de face.

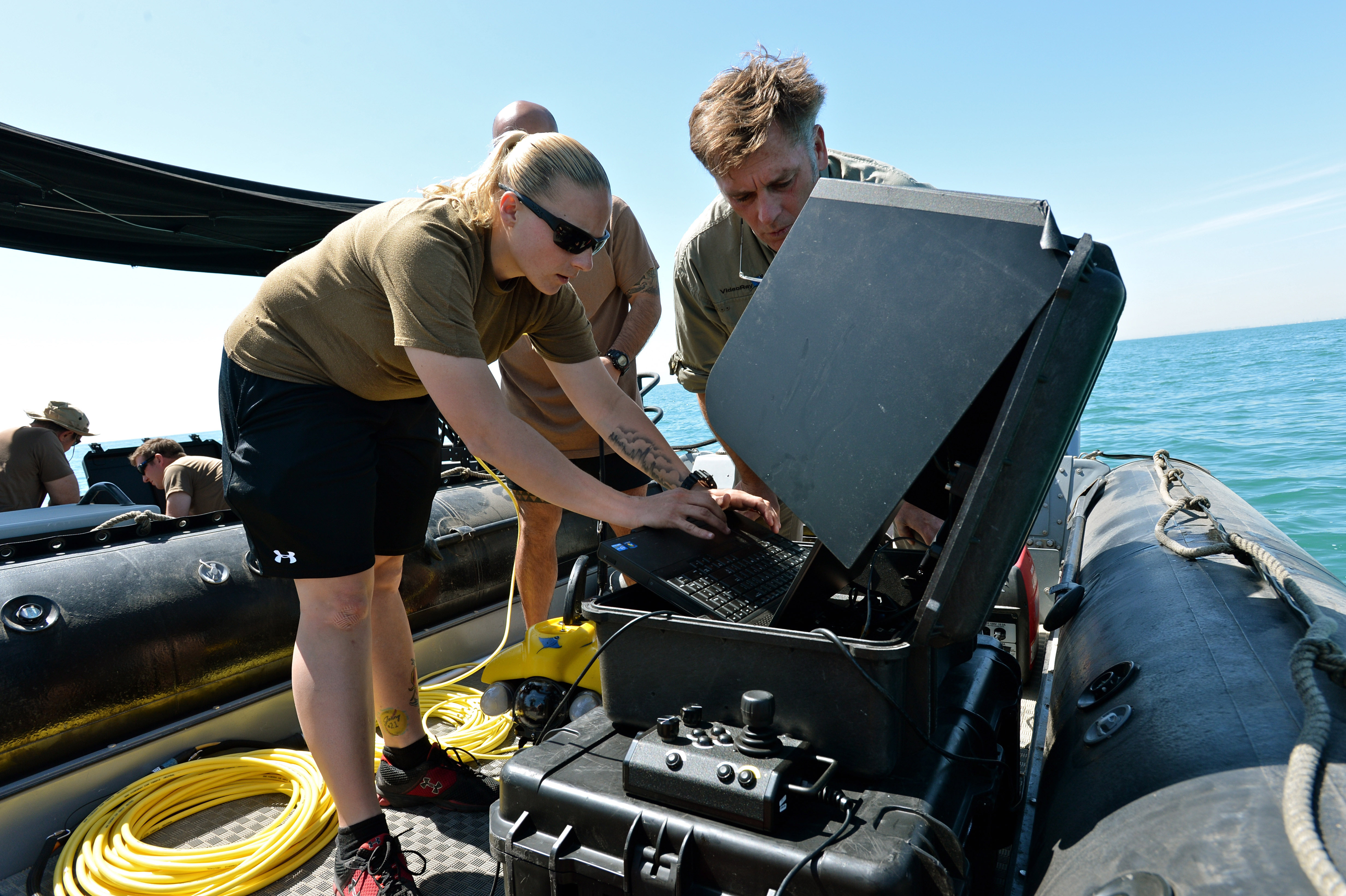
Interface, câble et valise de transport d'un VideoRay.

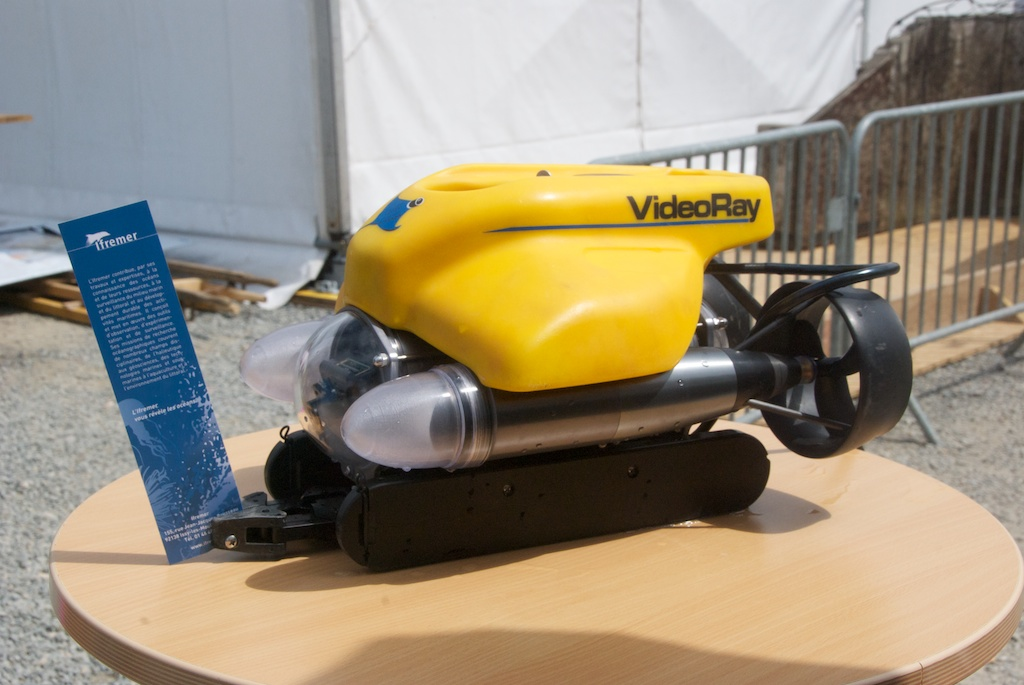
Rov d'Ifremer, utilisé sur l'Haliotis (Tonnerres de Brest 2012 - Sciences de la mer / 2012).

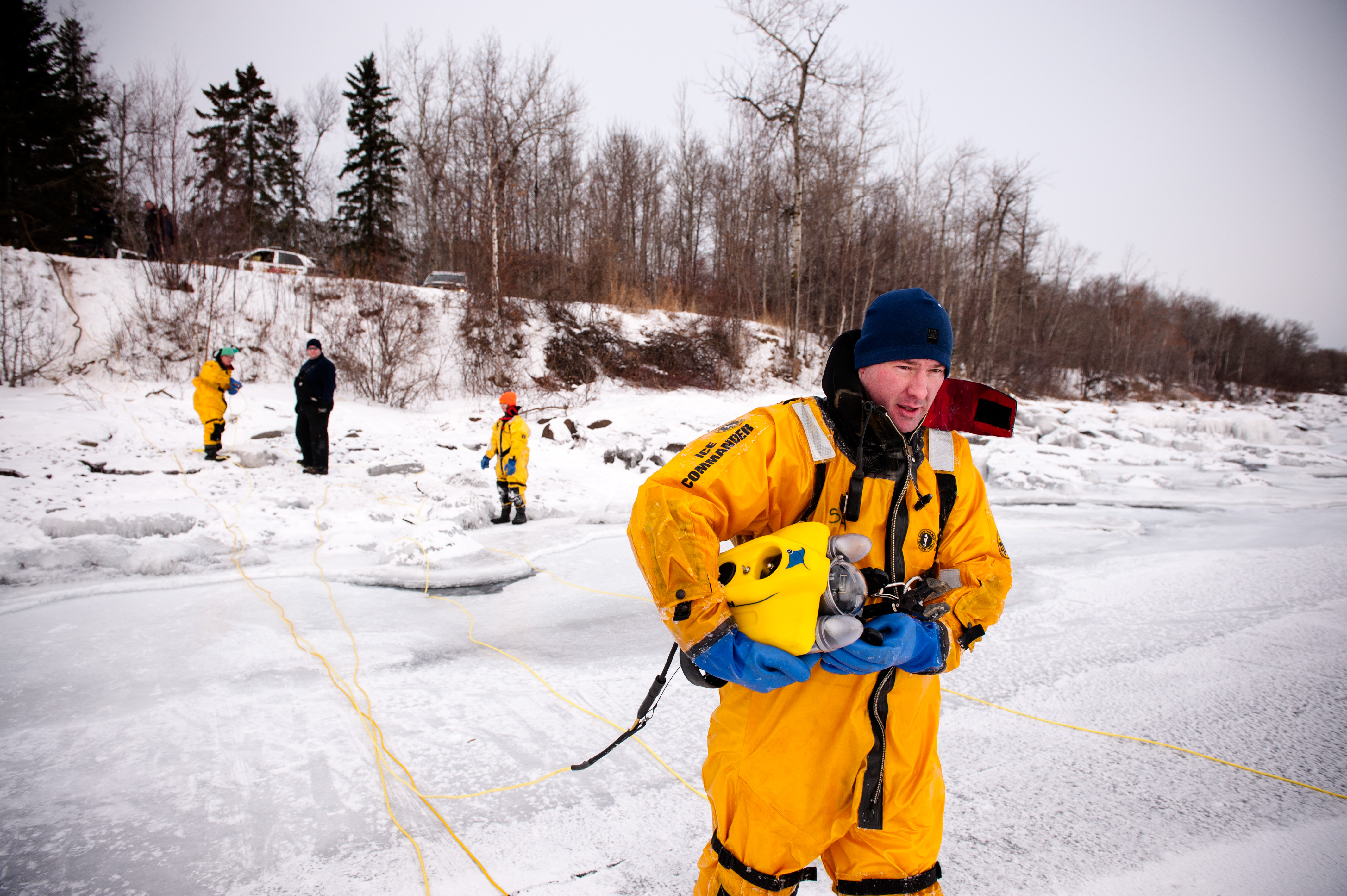
Utilisation pour la recherche de victimes de noyade, ici sous la glace.

VideoRay est le nom d'une série de ROVs (petits sous-marin subaquatique d'inspection, également dénommés MicroROV car nettement plus petits et légers que les ROVs habituellement utilisés par l'industrie pétrolière en offshore). Le ROV de base pèse 6,4 kg et est commandé par un opérateur via une interface vidéo.
Il peut être équipé de divers systèmes de sonars, d'imagerie, de positionnement et de manipulation (pinces...).

## Utilisations
Plusieurs modèles existent. Ils sont adaptés à la surveillance écologique à faible profondeur mais aussi à des pressions (profondeurs) différentes (76 à 300 m) pour des applications sous-marines dans des domaines variés : aquaculture, pêche, enquêtes judiciaires, recherche et sauvetage, sécurité portuaire, inspection de piles de pont après catastrophe naturelle, yachting de plaisance, observation de la vie marine et subaquatique, archéologie subaquatique, écologie et études des effets du réchauffement climatique - sur les coraux notamment, recherche océanographique ou en eau douce, cartographie et suivi d’habitats subaquatiques, inspection des parties immergées de barrages, digues, réservoirs, citernes, etc ; observation de plates-formes pétrolières et gazières…).
Le Corps du génie de l'armée des États-Unis, le Service d'Immigration et des Douanes des États-Unis, le Département de Police de New York (NYPD), Fugro, la Patrouille du Port de Long Beach et quatorze unités de l'Équipe de Sécurité Maritime (MSST) comptent parmi ses utilisateurs nord-américains.

## Fabricant
Fondée en 1999, l'entreprise VideoRay LLC est rapidement devenue l’un des grands producteurs mondiaux de ROV et l’un des leaders en matière de MicroROV.
En juillet 2013, selon l'entreprise, plus de 2 500 VideoRay ROV ont été livrés dans le monde entier.
Située à Pottstown (Montgomery County, Pennsylvanie), l'entreprise se concentre d'une part sur le marché nord-américain et se développe d'autre part à l'international. Malgré une croissance significative des activités et des revenus de l’entreprise, presque tous les aspects de VideoRay sont gérés à partir de Pottstown, via un réseau de concessionnaires dans 33 pays.
Chaque commande arrive à ce bureau où les ROV sont conçus, fabriqués, expédiés (et réparés).

## Marques de reconnaissance
- En novembre 2012, la Chambre de commerce de la région de TriCounty a décerné à VideoRay LLC son Prix du développement économique, prix qui valorise une entreprise locale active pour le développement local et ayant un potentiel en création d’emplois [5].
- En mars 2008, le Conseil de développement économique du comté de Chester a décerné à l'entreprise le prix Globe 2008 pour ses réalisations en affaires internationales[6].

## Partenariats commerciaux ou industriels
VideoRay est membre associé de la MTS (Marine Technology Society), de l'ASDSO (Association of State Dam Safety Officials) et de la NDIA (National Defense Industrial Association).

## Missions notables
Parmi les missions les plus remarquables figurent des explorations faites sous la glace en Antarctique, l'exploration du Cenote dans le Yucatan (pour les artefacts maya), la première pénétration dans l’épave de l'USS Arizona à Pearl Harbour (Hawaii) et même une contribution à la recherche du monstre du Loch Ness.
Des ROV VideoRay ont été présentés dans plusieurs productions télévisuelles (sur la chaine du National Geographic par exemple).
Un VideoRay a été l'un des « acteurs » du documentaire récent du National Geographic : NatGeo Dark. Le micro sous-marin révèle les secrets du Lusitania, basé sur une exploration en 2011 de l'épave du RMS Lusitania coulé au large de la côte irlandaise. Le ROV a capté des images des compartiments intérieurs et récupéré des artefacts pour la première fois depuis le naufrage du navire en 1915.

## Concurrents
Dans le domaine des miniRovs capables d'explorer des passages étroits et/ou d'effectuer des mouvements dynamiques complexes tout en transmettant des images en temps réel, outre les Videoray Pro3 et Pro4, d'autres miniRovs existent dont par exemple le Gnom Baby, le SeaBotix (ex : SeaBotix LBV150-4), ou encore l'OpenRov (open source/open hardware).